# Vašica
Vašica je selo u Srijemu, u Vojvodini, Srbija.

## Povijest
Kraj naseljen u mlađem kamenom dobu, što svjedoče na obližnjem lokalitetu Gradina pronađeni tragovi života. Prema Đurčiću, današnja Vašica datira od 1430. godine. Zvala se Mala Vašica, imala je katoličku župu još prije osmanskog doba, kako je zabilježio vlč. Emerik Gašić. Kad je Bartol Kašić poduzeo kanonsku vizitaciju Srijema 1613. godine, zabilježio je derutnu katoličku crkvicu nalik običnoj seoskoj kući. Poslije istjerivanja Osmanlija, oko 1700., u Vašicu je došao komletinački vlč. Pavao Blažević. Vašica je tad bila župa za Adaševce, Apševce, Gradinu, Marince, Ilince, Podgrađe i Gibarac. Prvu pučku školu dobila je 1754. godine. Među tadašnjim stanovnicima hrvatskoga porijekla spominju se i danas postojeća prezimena0 Bertić, Adašević Ciprić, Ripić Lukačević, Mihaljević. Godine 1755. spominje se drvom građena crkva u Vašici i župnik Ivan Kabalin, koji je iste godine prešao u gibaračku župu. Nova crkva posvećena sv. Ivanu Krstitelju sagrađena je u Vašici nakon razvojačenja Granice 1880. godine. Radovi su bili gotovi 1889. godine i blagoslovljena je na Ivandan 24. lipnja. Svetu misu predvodio je župnik Stražemanac uz sudjelovanje župnika kukujevačkog Živka Odžića i župnika gibaračkog Josipa Dorbol. Rudolf Horvat zabilježio je da je Vašica 1900. imala 408 kuća s 2062 žitelja od kojih 1300 pravoslavnih, 636 katoličkih, 55 luteranske, 19 grkokatoličke 13 nazarenske i 7 židovske vjere. Potkraj 19. stoljeća ovamo doseljavaju Slovaci iz Selenče i tad bilježimo imena Hrbak, Račimorski, Ralbovski, Hemela, Cigler, Taški i dr. 1970-ih godina Šid je postao župa i dobio svog vlastitog župnika, a Vašica i Berkasovo bile su filijale. Selo je živjelo u slozi sve do nacionalističkog ludila 1990-tih godina, kada je počelo prebrojavanje i prozivanje Hrvata. Veilkosrpski nacionalisti bacali su bombe na kuće Hrvata, rušili kuće, podmetali eksploziv pod vozila, eksplozivom raznijeli automobile. Mnogi su Vašćani iselili put Hrvatske gdje danas žive u dvadesetak gradova i sela a najviše u Ivanovu, nedaleko od Donjeg Miholjca, zatim Osijeku, Livani, Briješću, Vuki, Kapelni, Novoj Bukovici, Slatini, Kapincima i dalje. U noći 25. svibnja 1995. godine podmetnut je i aktiviran eksploziv u župnoj crkvi sv. Ivana Krstitelja. Od eksplozije je crkva porušena do temelja, a počinitelji zločina nikada nisu pronađeni.
Katolička crkva je obnovljena. Radovi na gradnju počeli su ljeta 2000. godine, a zalijevanje krova bilo je na blagdan sv. Ivana Glavosjeka. Crkva je posvećena sv. Ivanu Krstitelju. Na svetkovinu sv. Ivana Krstitelja, 24. lipnja 2001., biskup mons. Đuro Gašparović blagoslovio je novu crkvicu u Vašici. Biskup je pohvalio i zahvalio svima u usmenoj i pismenoj formi, a svečanu zahvalnicu uručio je Adiki i Jakobu Lukačeviću, dugogodišnjim domarima, zvonarima i brižnim čuvarima imovine te osobama koje su uz druge, majstore, pomagače i reduše najviše uložile truda, brige i napora oko ove crkvice.

## Stanovništvo
Prije srpske agresije na Hrvatsku, u Vašici je živjelo 25,57% Hrvata.
U naselju Vašica živi 1.717 stanovnika, od toga 1.389 punoljetnih stanovnika, a prosječna starost stanovništva iznosi 41,5 godina (39,9 kod muškaraca i 43,0 kod žena). U naselju ima 548 domaćinstava, a prosječan broj članova po domaćinstvu je 3,13.
| Etnički sastav 2002. |            |        |
| Narod                | Stanovnika | %      |
| Srbi                 | 1.480      | 86,19% |
| Hrvati               | 124        | 7,22%  |
| Jugoslaveni          | 40         | 2,32%  |
| Slovaci              | 24         | 1,39%  |
| Rusini               | 13         | 0,75%  |
| Mađari               | 2          | 0,11%  |
| ostali               | 3          | 0,15%  |
| nepoznato            | 28         | 1,63%  |

| broj stanovnika | 2065  | 2158  | 2163  | 1963  | 1740  | 1636  | 1717  |
|                 | 1948. | 1953. | 1961. | 1971. | 1981. | 1991. | 2002. |